# Ganonema japonicum
Ganonema japonicum är en nattsländeart som beskrevs av Iwata 1928. Ganonema japonicum ingår i släktet Ganonema och familjen Calamoceratidae. Inga underarter finns listade i Catalogue of Life.